# Freshness Burger

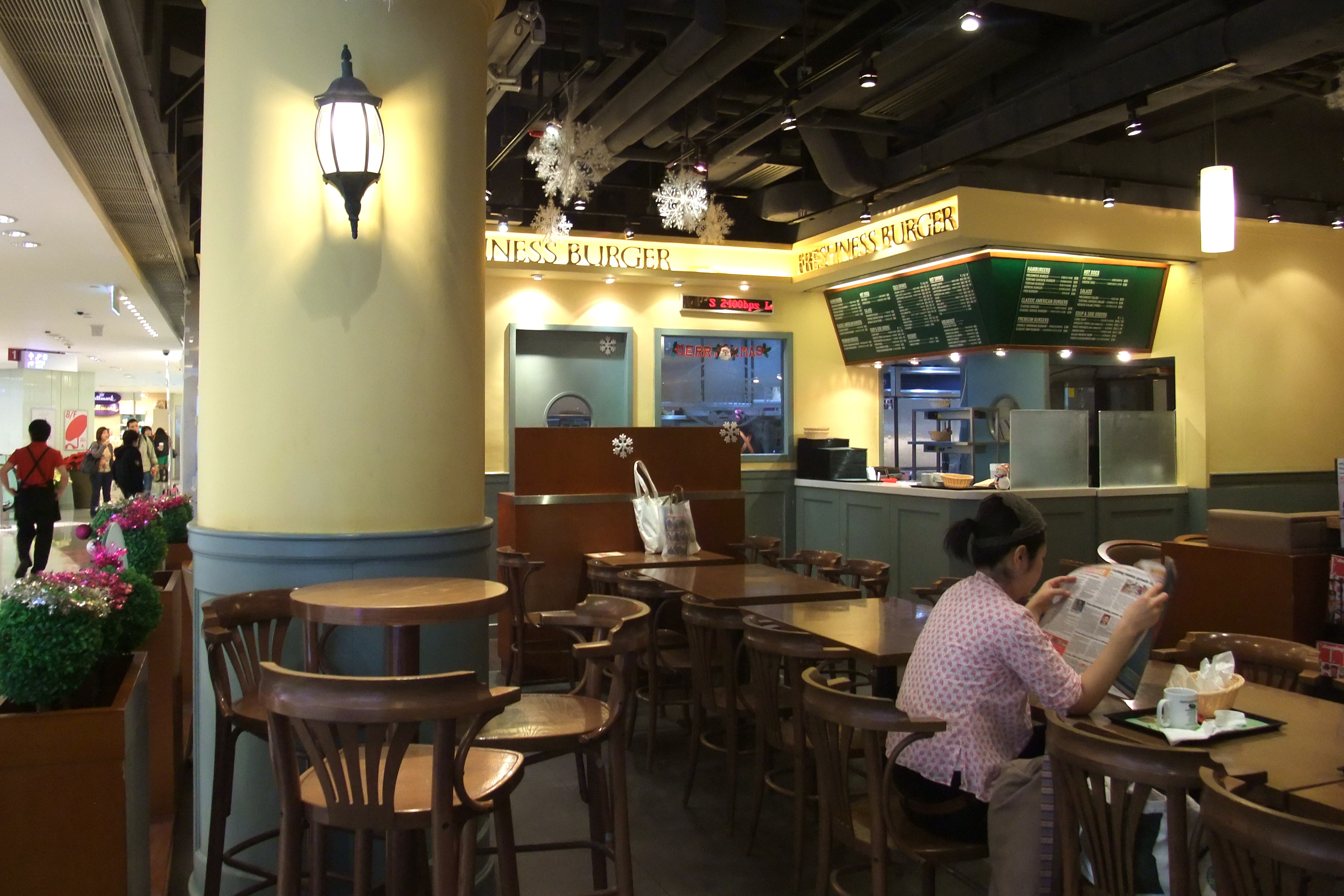
位於銅鑼灣皇室堡的Freshness Burger分店

鮮堡，英文名：Freshness Burger，是一家日本快餐連鎖店，於1992年成立。它主要售賣漢堡包，也售賣三文治、沙律及咖啡飲料。
它也在新加坡、香港、澳門、南韓及日本擁有177家分店。分店擴張以特許經營權方式。
2007年正式登陸香港，曾於香港以下地方開設分店，但現已全線結業：
- 尖沙咀海港城
- 旺角新世紀廣場
- 尖沙咀新世界中心
- 長沙灣亞洲高爾夫球會Asia Golf Club
- 銅鑼灣皇室堡
- 半山區般咸道近聖保羅書院/香港大學
- 荃灣遠東帝豪大廈
- 沙田連城廣場

2009年正式登陸澳門

## 同類競爭對手
- 摩斯漢堡
- 麥當勞
- 漢堡王
- 温娣漢堡

## 外部連結
- 鮮堡Freshness Burger日本官方網站（页面存档备份，存于） （日語）
- 鮮堡Freshness Burger南韓官方網站 
- Freshness Burger香港尖沙咀（页面存档备份，存于）及銅鑼灣（页面存档备份，存于）食評 （繁體中文）
- 頭條日報 - 鮮堡[永久]
- 香港、澳門官方鮮堡Freshness Burger網址